# Trzy (album)
Trzy – trzeci album studyjny polskiego zespołu hip-hopowego Wzgórze Ya-Pa 3, wydany 30 kwietnia 1998 roku nakładem oficyny R.R.X..

## Lista utworów
Opracowano na podstawie materiału źródłowego.
1. „Dokładnie taki byłem, dużo z tego pozostało do dziś” – 3:31
2. „Zabić ten hałas” – 5:00
3. „Trzy” – 3:55
4. „Uważaj o co pytasz” – 3:14
5. „Temat” (gościnnie: Radoskór) – 2:11
6. „Fankihiphop” – 3:16
7. „Co ważne a co ważne nie jest” (gościnnie: Molesta) – 4:10
8. „I niech płynie…” – 1:57
9. „Najstarszy zawód świata” (gościnnie: V.E.T.O.) – 3:09
10. „Libacja wersja nowoczesna” – 3:55
11. „Inny sposób na przetrwanie” – 3:05
12. „Haluny” (gościnnie: Radoskór) – 4:02
13. „Trudno w to uwierzyć” – 5:39
14. „Ja mam to co ty” (gościnnie: Trzyha) – 6:11
15. „P.W.D.S.CH.” (gościnnie: V.E.T.O.) – 4:00

## Twórcy
Opracowano na podstawie materiału źródłowego.
- Marcin „DJ Hans” Tofil – wokal (1, 13–14), słowa, produkcja (1, 8), skrecze (1–5, 7–13)
- Wojciech „Wojtas” Schmidt – wokal (2–7, 9–15), słowa, produkcja (5–6)
- Tomasz „Borygo” Borycki – wokal (2–5, 7, 9–15), słowa, produkcja (5)
- Michał „Zajka” Łakomiec – wokal (2–4, 6–7, 9–15), słowa, produkcja (6)
- Wzgórze Ya-Pa 3 – produkcja (9–12)
- Radosław „Radoskór” Kobuz (V.E.T.O.) – wokal (5, 9, 12, 15), słowa, produkcja (5)
- Marcin „Pęku” Pękalski (V.E.T.O.) – wokal (9, 15), słowa
- Paweł „Włodi” Włodkowski (Molesta) – wokal (7), słowa, produkcja (7)
- Piotr „Vienio” Więcławski (Molesta) – wokal (7), słowa
- Marek „Kaczy” Andrasik (Molesta) – wokal (7), słowa
- Sebastian „Niewidzialna Ręka/DJ Volt” Imbierowicz – produkcja (2–3, 13, 15)
- Jacek „Tede” Graniecki (Trzyha) – wokal (14), słowa, produkcja (14)
- Michał „Numer Raz” Witak (Trzyha) – wokal (14), słowa
- Mariusz „JanMario” Sobolewski (Trzyha) – skrecze (14)
- Grzegorz Piwkowski – mastering